# L'estació de Perpinyà
L'Estació de Perpinyà o La Gare de Perpignan (també conegut com a Pop-Op-Yes-Yes-Pompier) és una pintura a l'oli a gran escala sobre pintura de tela del voltat de 1965 del pintor surrealista Salvador Dalí, exposada al Museu Ludwig de Colònia.
L'estació de ferrocarril de Perpinyà tenia una importància especial per a Dalí, que l'havia proclamat el "Centre de l'Univers" després de viure una visió d'èxtasi cosmogònic allà el 1963.

## Composició
El sacrifici del fill es representa en forma de Crist a la Creu, amb la seva corona d'espines, flotant al centre de la composició. La ferida sagnant de Crist s'associa amb l'empenta de la forca del pagès (a la dreta) a terra (com a ritual de fertilitat). Dalí es representa dues vegades en l'eix vertical: apareix a la llum al centre de la imatge, vist des de baix, flotant amb els braços estesos, i de nou a la part superior del quadre. Al fons del quadre hi ha un mar tranquil amb una barca, símbol antic del pas de la vida a la mort, que reforça el tema del sacrifici de Crist. A la vora del mar, una dona vista des del darrere mira aquestes escenes, immòbil i recordant la indefensió de l'home davant la mort, i que simbolitzada no només per les ferides sagnants de Crist, sinó també per Dalí, que, contundent, sembla caure en el no-res.
Al centre superior del quadre, un vagó de càrrega porta un tràiler que va cap al no res (característica del surrealisme), i recorda un dels temes centrals del quadre, l'estació de ferrocarril de Perpinyà, a prop de la frontera espanyola als Pirineus. A la part esquerra del quadre es mostra una encarnació de valors positius (la parella de les bosses de blat representa el treball, i l'home en una posició meditativa encarna el respecte), mentre que a la dreta de la imatge s'incorporen els pecats i el sofriment (l'home i la dona, que representen la luxúria, i el dol de la dona). Les dues figures que flanquegen els costats de l'extrema esquerra i la dreta estan preses de L'Àngelus, una coneguda pintura piadosa de l'artista francès Jean-François Millet.